# 阿尔蒂利亚
阿尔蒂利亚（義大利語：Altilia），是意大利科森扎省的一个市镇。总面积10.7平方公里，人口768人，人口密度71.8人/平方公里（2009年）。ISTAT代码为078008。